# Martín Landaluce
Martín Landaluce Lacambra (Madrid, 8 de enero de 2006) es un tenista profesional español.
Fue número 1 del mundo en categorías inferiores y es actualmente 134 del mundo 

## Carrera

### 2018 - 2021
Landaluce entrena en la Academia Rafael Nadal de Mallorca. Empezó su carrera disputando torneos del circuito ITF Junior. Llegó a ser el número 2 del ranking juvenil. Terminó el año en el puesto 150 del ranking ITF.

### 2022
En 2022 compitió en tres de los cuatro torneos de Grand Slam júnior. En Wimbledon llegó a las semifinales, tanto en individuales como en dobles. El 10 de septiembre de 2022, con 16 años, ganó el US Open Júnior partiendo como quinto preclasificado, al vencer en la final al belga Gilles-Arnaud Bailly. Es el tercer ganador más joven de este torneo después de Richard Gasquet y Félix Auger-Aliassime.

### 2023
Aunque en febrero alcanza el n.º1 del ranking ITF, con 17 años de edad se pasa al tenis profesional jugando los torneos Challenger de Tenerife 2 y el Tenerife 3, en los que perdió con Ricardo Bonadio y Santiago Rodríguez Taverna sucesivamente. También cayó en su debut en el Challenger de Murcia al caer ante Iván Gakhov.
En el Challenger de Madrid 2023 consigue su primera victoria en chalengers al derrotar al eslovaco Jozef Kovalík en primera ronda; cayó en segunda ante Nicolás Moreno de Alborán.
Recibe invitaciones (Wild Card) para el ATP 500 de Barcelona (el Conde de Godó), perdiendo por 6-7, 6-2, 2-6 contra Hugo Grenier; y para el ATP 1000 de Madrid, perdiendo con el francés Richard Gasquet.
Completa la temporada de tierra jugando torneos Futures, los chalengers de Oeiras, Skopie y Amersfoort, y el ATP 250 de Umag, donde no termina de ganar al japonés Daniel Taro.
En octubre, es invitado al Challenger 100 de Alicante, torneo en pista dura, donde tras superar al italiano Francesco Maestrelli, gana en segunda ronda al quinto cabeza de serie y n.º 124 ATP, el francés Arthur Cazaux.

### 2024
Ganó su primer título del ITF World Tennis Tour el 18 de febrero de 2024 en Vila Real de Santo Antonio, Portugal, donde derrotó a Khumoyun Sultanov en la final.
Clasificado en el puesto 359, recibió una invitación (wildcard) para el cuadro principal del Abierto de Miami 2024, debutando así en los Masters 1000. Derrotó a su compatriota Jaume Munar en la primera ronda en tres sets, siendo esta su primera victoria ATP en un Masters 1000.
El 20 de octubre, como 232 ATP, se proclama campeón del ATP Challenger 125 de Olbia (Cerdeña, Italia), al derrotal en la final al italiano Mattia Bellucci, 106 ATP, por 6-4, 6-4. Por el camino derrotó a Harold Mayot, Stefano Travaglia, Andrea Vavassori y Matteo Gigante.
En el torneo ATP Challenguer 100 de Brest, ganó en primera ronda a Laslo Djere. En segunda cayó ante Benjamin Hassan.

## Challenger e ITF World Tennis Tour (2)

### Individual (2)
| Leyenda                     |
| --------------------------- |
| ATP Challenger Tour (1-0)   |
| ITF World Tennis Tour (1-0) |

| Posición | G–P | Fecha                 | Torneo                               | Nivel   | Superficie | Oponente          | Marcador |
| -------- | --- | --------------------- | ------------------------------------ | ------- | ---------- | ----------------- | -------- |
| Campeón  | 1-0 | 24 de febrero de 2024 | Vila Real de Santo Antonio, Portugal | ITF M25 | Dura       | Khumoyun Sultanov | 6-0, 6-3 |
| Campeón  | 2-0 | 20 de octubre de 2024 | Olbia, Italia                        | CH 125  | Dura       | Mattia Bellucci   | 6-4, 6-4 |

## Clasificación histórica
- Actualizado a 24 de octrubre de 2024.[14]

| Torneos de Grand Slam   |      |       |       |          |          |          |
| Abierto de Australia    | A    | A     | A     | 0 / 0    | 0-0      | - %      |
| Roland Garros           | A    | A     | A     | 0 / 0    | 0-0      | - %      |
| Wimbledon               | A    | A     | A     | 0 / 0    | 0-0      | - %      |
| US Open                 | A    | A     | A     | 0 / 0    | 0-0      | - %      |
| Títulos                 | 0    | 0     | 0     | 0 / 0    | 0-0      | - %      |
| Ganados-Perdidos        | 0-0  | 0-0   | 0-0   | 0 / 0    | 0-0      | - %      |
| Torneos de final de año |      |       |       |          |          |          |
| ATP Finals              | NSC  | 0 / 0 | 0-0   | - %      |          |          |
| Next Gen ATP Finals     | NSC  |       | 0 / 0 | 0-0      | - %      |          |
| Títulos                 | 0    | 0     |       | 0 / 0    | 0-0      | - %      |
| Ganados-Perdidos        | 0-0  | 0-0   |       | 0 / 0    | 0-0      | - %      |
| ATP Tour Masters 1000   |      |       |       |          |          |          |
| Indian Wells            | A    | A     | A     | 0 / 0    | 0-0      | - %      |
| Miami                   | A    | A     | 2R    | 0 / 1    | 1-1      | 50 %     |
| Montecarlo              | A    | A     | A     | 0 / 0    | 0-0      | - %      |
| Madrid                  | A    | 1R    | 1R    | 0 / 2    | 0-2      | 0 %      |
| Roma                    | A    | A     | A     | 0 / 0    | 0-0      | - %      |
| Canadá                  | A    | A     | A     | 0 / 0    | 0-0      | - %      |
| Cincinnati              | A    | A     | A     | 0 / 0    | 0-0      | - %      |
| Shanghái                | ND   | A     | A     | 0 / 0    | 0-0      | - %      |
| París                   | A    | A     | A     | 0 / 0    | 0-0      | - %      |
| Títulos                 | 0    | 0     | 0     | 0 / 3    | 1-3      | 25%      |
| Ganados-Perdidos        | 0-0  | 0-1   | 1-2   | 0 / 3    | 1-3      | 25%      |
| Torneos ATP 500         |      |       |       |          |          |          |
| Barcelona               | A    | Q1    | 1R    | 0 / 1    | 0-1      | 0 %      |
| Títulos                 | 0    | 0     | 0     | 0 / 1    | 0-1      | 0 %      |
| Ganados-Perdidos        | 0-0  | 0-0   | 0-1   | 0 / 1    | 0-1      | 0 %      |
| Torneos ATP 250         |      |       |       |          |          |          |
| Umag                    | A    | 1R    | A     | 0 / 1    | 0-1      | 0 %      |
| Gijón                   | 1R   | TD    | TD    | 0 / 1    | 0-1      | 0 %      |
| Títulos                 | 0    | 0     |       | 0 / 2    | 0-2      | 0 %      |
| Ganados-Perdidos        | 0-1  | 0-1   |       | 0 / 2    | 0-2      | 0 %      |
| Representación nacional |      |       |       |          |          |          |
| Juegos Olímpicos        | ND   | ND    | A     | 0 / 0    | 0-0      | - %      |
| Copa Davis              | A    | A     |       | 0 / 0    | 0-0      | - %      |
| Títulos                 | 0    | 0     |       | 0 / 0    | 0-0      | - %      |
| Ganados-Perdidos        | 0-0  | 0-0   |       | 0 / 0    | 0-0      | - %      |
| Estadísticas            |      |       |       |          |          |          |
|                         | 2022 | 2023  | 2024  | Totales  | Totales  | Totales  |
| Torneos ATP jugados     | 1    | 2     | 3     | 6        | 6        | 6        |
| Finales ATP disputadas  | 0    | 0     | 0     | 0        | 0        | 0        |
| Torneos ATP ganados     | 0    | 0     | 0     | 0        | 0        | 0        |
| Dura G-P                | 0-1  | 0-0   | 1-1   | 0 / 2    | 1-2      | 33 %     |
| Tierra batida G-P       | 0-0  | 0-2   | 0-2   | 0 / 4    | 0-4      | 0 %      |
| Hierba G-P              | 0-0  | 0-0   |       | 0 / 0    | 0-0      | 0 %      |
| Outdoor G-P             | 0-0  | 0-2   | 1-3   | 0 / 5    | 1-5      | 17 %     |
| En pista cubierta G-P   | 0-1  | 0-0   |       | 0 / 1    | 0-1      | 0 %      |
| Ganados-Perdidos        | 0-1  | 0-2   | 1-3   | 0 / 6    | 1-6      | 14 %     |
| Victorias (%)           | 0%   | 0%    | 25%   | 14.3%    | 14.3%    | 14.3%    |
| Ranking                 | -    | 449   |       | $120,627 | $120,627 | $120,627 |

Leyenda
| G | F | SF | CF | #R | RR | C# | P# | NSC | NE | A | Z# | PO | O | P | B | ATP# | TI | TD | ND |